# مقاطعة وابونسي (كانساس)
مقاطعة وابونسي (بالإنجليزية: Wabaunsee County)‏ هي إحدى المقاطعات في ولاية كانساس، الولايات المتحدة الأمريكية.

## أعلام
- لويس ويليام والت